# V.R.のポルカ
V.R.のポルカ（仏語：Polka de V.R.）はセルゲイ・ラフマニノフのピアノ曲。クセヴィツキーが経営していた楽譜出版社（仏語：Edition Russe de Musique）の1911年のピアノ曲集“Nouvelle Collection de Musique”において、カトワールやゲディケ、スクリャービン、メトネル、セルゲイ・タネーエフの作品と一緒に発表された。現在はブージー&ホークス社より刊行されている。初版では Polka de W.R. と題されており、ブージー&ホークス社の現行版もこれを踏襲している。題名にあるV.R.（もしくはW.R.）とは、ラフマニノフの父ワシーリー（・アルカディエヴィチ）・ラフマニノフの名の頭文字にほかならない。「レオポルド・ゴドフスキー氏に（A Monsieur Lopold Godowsky）」献呈されている。
ラフマニノフは、父ワシーリーが素人ながらもピアノ演奏を嗜んだことを憶えており、少年時代の思い出をもとに、父親のよく弾いたポルカをパラフレーズして、このポルカを書き上げた。トランスクリプションに着手したのは、1911年3月24日（聖金口イオアンの聖體禮儀の初演の翌日）のことである。曲名からも察せられるように、ラフマニノフはこの舞曲を父親の創作ないしは即興演奏だと信じていたようだが、現在では原曲が判明し、ワシーリー・ラフマニノフが真の作者ではなかったことも明らかにされた。
原曲は、19世紀ドイツのサロン音楽（パーラー音楽）の作曲家、フランツ・ベーア（Franz Behr, 1837年～1898年）が作曲し、1872年に出版された、ピアノのための冗談ポルカ《笑う小娘》（ドイツ語題 Scherzpolka: Lachtäubchen, フランス語題 Polka badine: La rieuse）作品303にほかならない。このため現在では、《V.R.のポルカ》については、「ベーア作曲／ラフマニノフ編曲」という具合に作者名が表記されるようになってきた。
判明する限りで初演は1922年5月6日、ロンドンのクィーンズホールにおいて作曲者自身の演奏によって行なわれた。ラフマニノフはその後4度この小品を録音している。また、ヴラジーミル・ホロヴィッツやシューラ・チェルカスキーらのお気に入りのアンコール・ピースとなった。
変イ長調、4分の2拍子、アレグレット。右手の簡単な序奏のあと、左手の広い音域による合いの手の入ったポルカが始まる。「レッジェーロ」の記号どおり軽やかなダンス。